# Реакция Робинсона — Шёпфа
Реакция Робинсона-Шепфа — метод синтеза тропинонов и их гомологов конденсацией дикарбонильных соединений с ацетондикарбоновой кислотой и первичными аминами.
Разработан Робинсоном в 1917 г. как метод синтеза тропинона конденсацией диальдегида янтарной кислоты с ацетондикарбоновой кислотой и метиламином в рамках его работ по механизмам синтеза алкалоидов тропанового ряда:
Метод модифицирован в 1937 г. Шепфом.

## Механизм
Реакция Робинсона-Шепфа является модификацией реакции Манниха, в которой циклическая иминиевая соль, образующаяся из янтарного диальдегида, алкилирует енольную форму ацетондикарбоновой кислоты:
На первой стадии происходит конденсация альдегида с амином с образованием шиффова основания (1), которое затем претерпевает циклоконденсацию в иминиевую соль (2).
Иминиевая соль, в свою очередь, атакует C-нуклеофильный центр енола ацетондикарбоновой кислоты с образованием основания Манниха (3).
2-Гидроксипиррольный фрагмент основания Манниха затем дегидратируется с образованием иминиевой соли (4), после чего происходит внутримолекулярная конденсация Манниха, в которой C-электрофильный иминиевый фрагмент атакует C-нуклеофильный центр енола (5) с замыканием пиперидинового фрагмента тропана.

## Модификации
В первоначальном варианте, описанном Робинсоном, реакция проводилась в присутствии щелочи, выходы при этом были невелики, ~20 %, однако Шепф модифицировал условия реакции, проводя синтез в условиях, близких к физиологическим — при комнатной температуре и в присутствии буфера (при pH ~5.5).
В современном варианте реакцию обычно проводят в водном растворе, при этом к раствору смеси ацетондикарбоновой кислоты и амина, буферизованном дигидрофосфатом или цитратом натрия, прибавляют раствор диальдегида или другого дикарбонильного соединения, после чего реакционную смесь выдерживают при комнатной температуре. При необходимости декарбоксилирования первоначального продукта конденсации, реакционную смесь подкисляют соляной кислотой и проводят декарбоксилирование нагревом на паровой бане. В этих условиях выходы достигают 50-90 %,.
Реакция идет и при использовании гомологов янтарного диальдегида, при этом образуются гомологи тропинона, так, используя глутарового альдегида вместо янтарного, Мензис и Робинсон синтезировали алкалоид граната псевдопельтьерин.
В качестве синтетических аналогов дикарбонильных соединений могут использоваться их циклические ацетали — 2,5-диалкокситетрагидро- и 2,5-алкоксидигидрофураны вместо янтарного диальдегида и его гидроксипроизводного, 2-этокси-3,4-дигидро-2H-пиран и т. п.
При проведении реакции с ацетондикарбоновой кислотой, как правило, происходит декарбоксилирование промежуточно образующихся при замыкании цикла дикарбоксильных производных, для сохранения карбоксильных фрагментов применяют защиту карбоксильных групп, вводя в реакцию эфиры ацетондикарбоновой кислоты. Так, например, при синтезе 2-карбометокситропинона, предшественника метилового эфира экгонина, использующегося в полном синтезе кокаина, в реакцию вводят моноэфир ацетондикарбоновой кислоты.

## Синтетическое значение
Реакция Робинсона-Шепфа является первым примером сочетания ретросинтетического анализа и биомиметического подхода в планировании органического синтеза. Исследуя возможные пути биосинтеза тропановых алкалоидов, Робинсон, проанализировав структуру тропинона, пришел к выводу, что его «воображаемый гидролиз» может идти с образованием янтарного диальдегида, метиламина и ацетона — и предположил, что стратегия синтеза может быть обратной по отношению к «воображаемому гидролизу» — а именно, конденсацией этих фрагментов.
Эта гипотеза нашла блестящее экспериментальное подтверждение — используя ацетондикарбоновую кислоту как синтетический єквивалент ацетона с повышенной нуклеофильностью метиленовых групп, Робинсон синтезировал тропинон, ключевой предшественник в синтезе экгонина — структурной основы тропановых алкалоидов. Сама методика Робинсона — проведение одностадийного синтеза, в ходе которого осуществляется последовательность нескольких реакций, ведущих к хорошему выходу целевого продукта, в дальнейшем получила название one-pot synthesis.
Реакция используется как метод синтеза полициклических гетероциклов (аминодиальдегиды), пиперидинового цикла (при использовании глутарового альдегида — синтезы лобеланина, пиперидонов, оксазолопиперидинов и дальнейшего синтеза из них кониина, гидроазуленов, беталаинов.